# آبرن اتومبیل
آبرن اتومبیل (انگلیسی: Auburn Automobile) شرکت خودروسازی آمریکایی بود، که در سال ۱۹۰۰ تأسیس و در سال ۱۹۳۷ منحل شد.